# NBA Playoffs 1992
Gli NBA Playoffs 1992 si conclusero con la vittoria dei Chicago Bulls (campioni della Eastern Conference) che sconfissero i campioni della Western conference, i Portland Trail Blazers.

## Squadre qualificate

### Eastern Conference
1. Chicago Bulls
2. Boston Celtics
3. Cleveland Cavaliers
4. N.Y. Knicks
5. Detroit Pistons
6. N.J. Nets
7. Indiana Pacers
8. Miami Heat

### Western Conference
1. Portland T. Blazers
2. Utah Jazz
3. G.S. Warriors
4. Phoenix Suns
5. San Antonio Spurs
6. Seattle S.Sonics
7. L.A. Clippers
8. L.A. Lakers

## Tabellone
|  | Primo turno | Primo turno           | Primo turno         |                    |                     | Conference Semifinali | Conference Semifinali | Conference Semifinali |  |   | Conference Finali     | Conference Finali | Conference Finali |  |    | NBA Finali            | NBA Finali | NBA Finali |
|  |             |                       |                     |                    |                     |                       |                       |                       |  |   |                       |                   |                   |  |    |                       |            |            |
|  | 1           | Portland T. Blazers * | 3                   |                    |                     |                       |                       |                       |  |   |                       |                   |                   |  |    |                       |            |            |
|  | 8           | L.A. Lakers           | 1                   |                    |                     |                       |                       |                       |  |   |                       |                   |                   |  |    |                       |            |            |
|  | 8           | L.A. Lakers           | 1                   |                    | 1                   | Portland T. Blazers * | 4                     |                       |  |   |                       |                   |                   |  |    |                       |            |            |
|  |             |                       |                     |                    | 1                   | Portland T. Blazers * | 4                     |                       |  |   |                       |                   |                   |  |    |                       |            |            |
|  |             | 4                     | Phoenix Suns        | 1                  |                     |                       |                       |                       |  |   |                       |                   |                   |  |    |                       |            |            |
|  | 4           | 4                     | Phoenix Suns        | 1                  | Phoenix Suns        | 3                     |                       |                       |  |   |                       |                   |                   |  |    |                       |            |            |
|  | 4           |                       |                     |                    | Phoenix Suns        | 3                     |                       |                       |  |   |                       |                   |                   |  |    |                       |            |            |
|  | 5           | San Antonio Spurs     | 0                   |                    |                     |                       |                       |                       |  |   |                       |                   |                   |  |    |                       |            |            |
|  | 5           | San Antonio Spurs     | 0                   |                    |                     |                       |                       |                       |  | 1 | Portland T. Blazers * | 4                 |                   |  |    |                       |            |            |
|  |             |                       |                     | Western Conference |                     |                       |                       |                       |  | 1 | Portland T. Blazers * | 4                 |                   |  |    |                       |            |            |
|  |             | 2                     | Utah Jazz *         | 2                  |                     |                       |                       |                       |  |   |                       |                   |                   |  |    |                       |            |            |
|  | 3           | 2                     | Utah Jazz *         | 2                  | G.S. Warriors       | 1                     |                       |                       |  |   |                       |                   |                   |  |    |                       |            |            |
|  | 3           |                       |                     |                    | G.S. Warriors       | 1                     |                       |                       |  |   |                       |                   |                   |  |    |                       |            |            |
|  | 6           | Seattle S.Sonics      | 3                   |                    |                     |                       |                       |                       |  |   |                       |                   |                   |  |    |                       |            |            |
|  | 6           | Seattle S.Sonics      | 3                   |                    | 6                   | Seattle S.Sonics      | 1                     |                       |  |   |                       |                   |                   |  |    |                       |            |            |
|  |             |                       |                     |                    | 6                   | Seattle S.Sonics      | 1                     |                       |  |   |                       |                   |                   |  |    |                       |            |            |
|  |             | 2                     | Utah Jazz *         | 4                  |                     |                       |                       |                       |  |   |                       |                   |                   |  |    |                       |            |            |
|  | 2           | 2                     | Utah Jazz *         | 4                  | Utah Jazz *         | 3                     |                       |                       |  |   |                       |                   |                   |  |    |                       |            |            |
|  | 2           |                       |                     |                    | Utah Jazz *         | 3                     |                       |                       |  |   |                       |                   |                   |  |    |                       |            |            |
|  | 7           | L.A. Clippers         | 2                   |                    |                     |                       |                       |                       |  |   |                       |                   |                   |  |    |                       |            |            |
|  | 7           | L.A. Clippers         | 2                   |                    |                     |                       |                       |                       |  |   |                       |                   |                   |  | W1 | Portland T. Blazers * | 2          |            |
|  |             |                       |                     |                    |                     |                       |                       |                       |  |   |                       |                   |                   |  | W1 | Portland T. Blazers * | 2          |            |
|  |             | E1                    | Chicago Bulls *     | 4                  |                     |                       |                       |                       |  |   |                       |                   |                   |  |    |                       |            |            |
|  | 1           | E1                    | Chicago Bulls *     | 4                  | Chicago Bulls *     | 3                     |                       |                       |  |   |                       |                   |                   |  |    |                       |            |            |
|  | 1           |                       |                     |                    | Chicago Bulls *     | 3                     |                       |                       |  |   |                       |                   |                   |  |    |                       |            |            |
|  | 8           | Miami Heat            | 0                   |                    |                     |                       |                       |                       |  |   |                       |                   |                   |  |    |                       |            |            |
|  | 8           | Miami Heat            | 0                   |                    | 1                   | Chicago Bulls *       | 4                     |                       |  |   |                       |                   |                   |  |    |                       |            |            |
|  |             |                       |                     |                    | 1                   | Chicago Bulls *       | 4                     |                       |  |   |                       |                   |                   |  |    |                       |            |            |
|  |             | 4                     | N.Y. Knicks         | 3                  |                     |                       |                       |                       |  |   |                       |                   |                   |  |    |                       |            |            |
|  | 4           | 4                     | N.Y. Knicks         | 3                  | N.Y. Knicks         | 3                     |                       |                       |  |   |                       |                   |                   |  |    |                       |            |            |
|  | 4           |                       |                     |                    | N.Y. Knicks         | 3                     |                       |                       |  |   |                       |                   |                   |  |    |                       |            |            |
|  | 5           | Detroit Pistons       | 2                   |                    |                     |                       |                       |                       |  |   |                       |                   |                   |  |    |                       |            |            |
|  | 5           | Detroit Pistons       | 2                   |                    |                     |                       |                       |                       |  | 1 | Chicago Bulls *       | 4                 |                   |  |    |                       |            |            |
|  |             |                       |                     | Eastern Conference |                     |                       |                       |                       |  | 1 | Chicago Bulls *       | 4                 |                   |  |    |                       |            |            |
|  |             | 3                     | Cleveland Cavaliers | 2                  |                     |                       |                       |                       |  |   |                       |                   |                   |  |    |                       |            |            |
|  | 3           | 3                     | Cleveland Cavaliers | 2                  | Cleveland Cavaliers | 3                     |                       |                       |  |   |                       |                   |                   |  |    |                       |            |            |
|  | 3           |                       |                     |                    | Cleveland Cavaliers | 3                     |                       |                       |  |   |                       |                   |                   |  |    |                       |            |            |
|  | 6           | N.J. Nets             | 1                   |                    |                     |                       |                       |                       |  |   |                       |                   |                   |  |    |                       |            |            |
|  | 6           | N.J. Nets             | 1                   |                    | 3                   | Cleveland Cavaliers   | 4                     |                       |  |   |                       |                   |                   |  |    |                       |            |            |
|  |             |                       |                     |                    | 3                   | Cleveland Cavaliers   | 4                     |                       |  |   |                       |                   |                   |  |    |                       |            |            |
|  |             | 2                     | Boston Celtics *    | 3                  |                     |                       |                       |                       |  |   |                       |                   |                   |  |    |                       |            |            |
|  | 2           | 2                     | Boston Celtics *    | 3                  | Boston Celtics *    | 3                     |                       |                       |  |   |                       |                   |                   |  |    |                       |            |            |
|  | 2           |                       |                     |                    | Boston Celtics *    | 3                     |                       |                       |  |   |                       |                   |                   |  |    |                       |            |            |
|  | 7           | Indiana Pacers        | 0                   |                    |                     |                       |                       |                       |  |   |                       |                   |                   |  |    |                       |            |            |

Legenda
- * Vincitore Division
- "Grassetto" Vincitore serie
- "Corsivo" Squadra con fattore campo

## Eastern Conference

### Primo turno

#### (1) Chicago Bulls - (8) Miami Heat
RISULTATO FINALE: 3-0
| Arbitri: | Joe Forte Darell Garretson David Jones |

|              |          |               |
| M. Jordan 46 | Punti    | S. Smith 19   |
| S. Pippen 11 | Assist   | S. Smith 7    |
| M. Jordan 11 | Rimbalzi | R. Seikaly 11 |

| Arbitri: | erry Durham Mike Mathis Paul Mihalak |

|              |          |               |
| M. Jordan 33 | Punti    | R. Seikaly 26 |
| M. Jordan 3  | Assist   | B. Coles 4    |
| M. Jordan 13 | Rimbalzi | R. Seikaly 7  |

| Arbitri: | Jess Kersey Ronnie Nunn Derrick Stafford |

|               |          |                        |
| G. Rice 25    | Punti    | M. Jordan 56           |
| S. Smith 6    | Assist   | S. Pippen, M. Jordan 5 |
| R. Seikaly 12 | Rimbalzi | S. Pippen, H. Grant 8  |

PRECEDENTI IN REGULAR SEASON
| Regular Season 1991-92 | Chicago Bulls | 4 – 0                                                           | Miami Heat | Referto 1 - Referto 2 - Referto 3 - Referto 4 |
| Miami Heat 106 Chicago Bulls 108 Chicago Bulls 123 Miami Heat 100 Punti 108 Chicago Bulls 99 Miami Heat 81 Miami Heat 116 Chicago Bulls |               |                                                                 |            |                                               |
| |               |                                                                 |            |                                               |
| Miami Heat 106 Chicago Bulls 108 Chicago Bulls 123 Miami Heat 100                                                                       | Punti         | 108 Chicago Bulls 99 Miami Heat 81 Miami Heat 116 Chicago Bulls |            |                                               |

PRECEDENTI NEI PLAYOFF

Si è trattata della prima sfida tra le due squadre ai playoff.

#### (2) Boston Celtics - (7) Indiana Pacers
RISULTATO FINALE: 3-0
| Arbitri: | Ron Garretson Ed T. Rush Don Vaden |

|              |          |                |
| R. Lewis 36  | Punti    | R. Miller 29   |
| J. Bagley 9  | Assist   | M. Williams 6  |
| R. Parish 14 | Rimbalzi | D. Schrempf 11 |

| Arbitri: | Ed Middleton Jake O'Donnell Eddie F. Rush |

|              |          |               |
| J. Bagley 35 | Punti    | C. Person 32  |
| J. Bagley 15 | Assist   | M. Williams 7 |
| R. Parish 14 | Rimbalzi | L. Thompson 9 |

| Arbitri: | Hugh Evans Tommy Nunez Sr. Ronnie Nunn |

|                |          |                |
| R. Miller 32   | Punti    | R. Lewis 32    |
| M. Williams 11 | Assist   | J. Bagley 11   |
| D. Davis 13    | Rimbalzi | E. Pinckney 14 |

PRECEDENTI IN REGULAR SEASON
| Regular Season 1991-92 | Boston Celtics | 2 – 2                                                                     | Indiana Pacers | Referto 1 - Referto 2 - Referto 3 - Referto 4 |
| Boston Celtics 116 Indiana Pacers 102 Boston Celtics 130 Indiana Pacers 101 Punti 101 Indiana Pacers 95 Boston Celtics 109 Indiana Pacers 97 Boston Celtics |                |                                                                           |                |                                               |
| |                |                                                                           |                |                                               |
| Boston Celtics 116 Indiana Pacers 102 Boston Celtics 130 Indiana Pacers 101                                                                                 | Punti          | 101 Indiana Pacers 95 Boston Celtics 109 Indiana Pacers 97 Boston Celtics |                |                                               |

PRECEDENTI NEI PLAYOFF
|  | Boston Celtics (1991) | 1 – 0 | Indiana Pacers |  |

#### (3) Cleveland Cavaliers - (6) New Jersey Nets
RISULTATO FINALE: 3-1
| Arbitri: | Bernie Fryer Ed Middleton Jake O'Donnell |

|                 |          |                |
| B. Daugherty 40 | Punti    | D. Petrović 40 |
| M. Price 10     | Assist   | D. Coleman 9   |
| B. Daugherty 16 | Rimbalzi | D. Coleman 11  |

| Arbitri: | Ron Garretson Ed T. Rush Don Vaden |

|                 |          |               |
| B. Daugherty 29 | Punti    | D. Coleman 24 |
| M. Price 15     | Assist   | M. Blaylock 6 |
| H.R. Williams 9 | Rimbalzi | D. Coleman 9  |

| Arbitri: | Mike Mathis Tommy Nunez Sr. Eddie F. Rush |

|                |          |             |
| C. Morris 28   | Punti    | L. Nance 28 |
| M. Blaylock 12 | Assist   | M. Price 12 |
| D. Coleman 11  | Rimbalzi | L. Nance 14 |

| Arbitri: | Joey Crawford Jack Nies Bill Oakes |

|                          |          |                  |
| D. Coleman, C. Morris 22 | Punti    | H.R. Williams 20 |
| D. Coleman 6             | Assist   | C. Ehlo 7        |
| D. Coleman 14            | Rimbalzi | H.R. Williams 14 |

PRECEDENTI IN REGULAR SEASON
| Regular Season 1991-92 | Cleveland Cavaliers | 2 – 2                                                                                | N.J. Nets | Referto 1 - Referto 2 - Referto 3 - Referto 4 |
| Cleveland Cavaliers 116 New Jersey Nets 102 Cleveland Cavaliers 128 New Jersey Nets 110 Punti 112 New Jersey Nets 93 Cleveland Cavaliers 92 New Jersey Nets 86 Cleveland Cavaliers |                     |                                                                                      |           |                                               |
| |                     |                                                                                      |           |                                               |
| Cleveland Cavaliers 116 New Jersey Nets 102 Cleveland Cavaliers 128 New Jersey Nets 110                                                                                            | Punti               | 112 New Jersey Nets 93 Cleveland Cavaliers 92 New Jersey Nets 86 Cleveland Cavaliers |           |                                               |

PRECEDENTI NEI PLAYOFF

Si è trattata della prima sfida tra le due squadre ai playoff.

#### (4) New York Knicks - (5) Detroit Pistons
RISULTATO FINALE: 3-2
| Arbitri: | Terry Durham Bernie Fryer Mike Mathis |

|              |          |              |
| P. Ewing 24  | Punti    | J. Dumars 13 |
| M. Jackson 6 | Assist   | J. Dumars 5  |
| P. Ewing 12  | Rimbalzi | J. Salley 5  |

| Arbitri: | Dan Crawford Darell Garretson Lee Jones |

|                |          |                |
| X. McDaniel 24 | Punti    | J. Dumars 21   |
| M. Jackson 10  | Assist   | I. Thomas 6    |
| C. Oakley 18   | Rimbalzi | B. Laimbeer 12 |

| Arbitri: | Joey Crawford Bill Oakes Blane Reichelt |

|              |          |                          |
| J. Salley 20 | Punti    | P. Ewing 32              |
| I. Thomas 11 | Assist   | M. Jackson 7             |
| D. Rodman 14 | Rimbalzi | P. Ewing, X. McDaniel 13 |

| Arbitri: | Dick Bavetta Hugh Evans Jack Nies |

|              |          |                          |
| J. Dumars 23 | Punti    | P. Ewing, X. McDaniel 18 |
| I. Thomas 12 | Assist   | G. Anthony 6             |
| D. Rodman 17 | Rimbalzi | C. Oakley 16             |

| Arbitri: | Hue Hollins Jess Kersey Jake O'Donnell |

|              |          |              |
| P. Ewing 31  | Punti    | I. Thomas 31 |
| M. Jackson 5 | Assist   | I. Thomas 6  |
| P. Ewing 19  | Rimbalzi | I. Thomas 10 |

PRECEDENTI IN REGULAR SEASON
| Regular Season 1991-92 | N.Y. Knicks | 2 – 2                                                                        | Detroit Pistons | Referto 1 - Referto 2 - Referto 3 - Referto 4 |
| Detroit Pistons 90 New York Knicks 103 New York Knicks 94 Detroit Pistons 72 Punti 99 New York Knicks 96 Detroit Pistons 103 Detroit Pistons 61 New York Knicks |             |                                                                              |                 |                                               |
| |             |                                                                              |                 |                                               |
| Detroit Pistons 90 New York Knicks 103 New York Knicks 94 Detroit Pistons 72                                                                                    | Punti       | 99 New York Knicks 96 Detroit Pistons 103 Detroit Pistons 61 New York Knicks |                 |                                               |

PRECEDENTI NEI PLAYOFF
|  | N.Y. Knicks (1984) | 1 – 1 | Detroit Pistons (1990) |  |

### Semifinali

#### (1) Chicago Bulls - (4) New York Knicks
RISULTATO FINALE: 4-3
| Arbitri: | Ron Garretson Ed Middleton Ed T. Rush |

|                            |          |             |
| M. Jordan 31               | Punti    | P. Ewing 34 |
| S. Pippen 9                | Assist   | P. Ewing 5  |
| S. Pippen, B. Cartwright 8 | Rimbalzi | P. Ewing 16 |

| Arbitri: | Mike Mathis Paul Mihalak Don Vade |

|              |          |                          |
| M. Jordan 27 | Punti    | P. Ewing 16              |
| J. Paxson 7  | Assist   | G. Anthony, G. Wilkins 4 |
| H. Grant 11  | Rimbalzi | P. Ewing 16              |

| Arbitri: | Bob Delaney Darell Garretson Steve Javie |

|              |          |              |
| P. Ewing 27  | Punti    | M. Jordan 32 |
| M. Jackson 8 | Assist   | J. Paxson 4  |
| P. Ewing 11  | Rimbalzi | H. Grant 13  |

| Arbitri: | Dick Bavetta Bernie Fryer Bill Oakes |

|                |          |              |
| X. McDaniel 24 | Punti    | M. Jordan 29 |
| J. Starks 5    | Assist   | S. Pippen 7  |
| C. Oakley 12   | Rimbalzi | S. Pippen 8  |

| Arbitri: | Hugh Evans Lee Jones Jack Nies |

|              |          |                       |
| M. Jordan 37 | Punti    | X. McDaniel 26        |
| S. Pippen 8  | Assist   | M. Jackson 12         |
| S. Pippen 10 | Rimbalzi | P. Ewing, C. Oakley 7 |

| Arbitri: | Joey Crawford Joe Forte Jess Kersey |

|                |          |              |
| P. Ewing 27    | Punti    | M. Jordan 21 |
| M. Jackson 15  | Assist   | M. Jordan 8  |
| X. McDaniel 11 | Rimbalzi | S. Pippen 10 |

| Arbitri: | Hue Hollins Jake O'Donnell Ed T. Rush |

|              |          |               |
| M. Jordan 42 | Punti    | P. Ewing 22   |
| S. Pippen 11 | Assist   | M. Jackson 11 |
| S. Pippen 11 | Rimbalzi | C. Oakley 10  |

PRECEDENTI IN REGULAR SEASON
| Regular Season 1991-92 | Chicago Bulls | 4 – 0                                                                    | N.Y. Knicks | Referto 1 - Referto 2 - Referto 3 - Referto 4 |
| Chicago Bulls 99 New York Knicks 85 Chicago Bulls 99 New York Knicks 90 Punti 89 New York Knicks 106 Chicago Bulls 98 New York Knicks 96 Chicago Bulls |               |                                                                          |             |                                               |
| |               |                                                                          |             |                                               |
| Chicago Bulls 99 New York Knicks 85 Chicago Bulls 99 New York Knicks 90                                                                                | Punti         | 89 New York Knicks 106 Chicago Bulls 98 New York Knicks 96 Chicago Bulls |             |                                               |

PRECEDENTI NEI PLAYOFF
|  | Chicago Bulls (1981, 1989, 1991) | 3 – 0 | N.Y. Knicks |  |

#### (2) Boston Celtics - (3) Cleveland Cavaliers
RISULTATO FINALE: 4-3
| Arbitri: | Bob Delaney Steve Javie Jess Kersey |

|                 |          |                |
| B. Daugherty 26 | Punti    | K. Gamble 22   |
| M. Price 7      | Assist   | J. Bagley 8    |
| B. Daugherty 17 | Rimbalzi | E. Pinckney 10 |

| Arbitri: | Dan Crawford Hugh Evans Greg Willard |

|                                         |          |              |
| B. Daugherty 22                         | Punti    | R. Parish 27 |
| M. Price 8                              | Assist   | J. Bagley 11 |
| B. Daugherty, L. Nance, H.R. Williams 9 | Rimbalzi | R. Parish 8  |

| Arbitri: | Joe Forte Bernie Fryer Jake O'Donnell |

|              |          |             |
| R. Lewis 36  | Punti    | M. Price 27 |
| R. Lewis 7   | Assist   | M. Price 10 |
| R. Parish 17 | Rimbalzi | L. Nance 12 |

| Arbitri: | Lee Jones Mike Mathis Paul Mihalak |

|              |          |             |
| R. Lewis 42  | Punti    | L. Nance 32 |
| J. Bagley 7  | Assist   | M. Price 12 |
| R. Parish 18 | Rimbalzi | C. Ehlo 9   |

| Arbitri: | Darell Garretson Hue Hollins Eddie F. Rush |

|                 |          |              |
| B. Daugherty 28 | Punti    | R. Lewis 27  |
| C. Ehlo 13      | Assist   | J. Bagley 5  |
| B. Daugherty 9  | Rimbalzi | J. Kleine 11 |

| Arbitri: | Ron Garretson Bill Oakes Ed T. Rush |

|             |          |                  |
| R. Lewis 26 | Punti    | H.R. Williams 18 |
| L. Bird 14  | Assist   | M. Price 5       |
| D. Brown 8  | Rimbalzi | H.R. Williams 11 |

| Arbitri: | Joey Crawford Hugh Evans Jess Kersey |

|                          |          |                       |
| B. Daugherty 28          | Punti    | R. Lewis 22           |
| L. Nance, M. Price 8     | Assist   | J. Bagley, D. Brown 5 |
| L. Nance, B. Daugherty 9 | Rimbalzi | E. Pinckney 9         |

PRECEDENTI IN REGULAR SEASON
| Regular Season 1991-92 | Boston Celtics | 3 – 1                                                                                | Cleveland Cavaliers | Referto 1 - Referto 2 - Referto 3 - Referto 4 |
| Boston Celtics 100 Cleveland Cavaliers 102 Boston Celtics 96 Cleveland Cavaliers 97 Punti 111 Cleveland Cavaliers 107 Boston Celtics 94 Cleveland Cavaliers 100 Boston Celtics |                |                                                                                      |                     |                                               |
| |                |                                                                                      |                     |                                               |
| Boston Celtics 100 Cleveland Cavaliers 102 Boston Celtics 96 Cleveland Cavaliers 97                                                                                            | Punti          | 111 Cleveland Cavaliers 107 Boston Celtics 94 Cleveland Cavaliers 100 Boston Celtics |                     |                                               |

PRECEDENTI NEI PLAYOFF
|  | Boston Celtics (1976, 1985) | 2 – 0 | Cleveland Cavaliers |  |

### Finale

#### (1) Chicago Bulls - (3) Cleveland Cavaliers
RISULTATO FINALE: 4-2
| Arbitri: | Mike Mathis Paul Mihalak Jack Nies |

|              |          |                 |
| M. Jordan 33 | Punti    | B. Daugherty 23 |
| S. Pippen 9  | Assist   | M. Price 9      |
| S. Pippen 12 | Rimbalzi | L. Nance 12     |

| Arbitri: | Dan Crawford Joe Forte Darell Garretson |

|                                              |          |                     |
| M. Jordan 20                                 | Punti    | B. Daugherty 28     |
| M. Jordan, S. Pippen, W. Perdue, B. Hansen 4 | Assist   | C. Ehlo, M. Price 7 |
| H. Grant 12                                  | Rimbalzi | B. Daugherty 9      |

| Arbitri: | Dick Bavetta Steve Javie Jake O'Donnell |

|                         |          |              |
| C. Ehlo 20              | Punti    | M. Jordan 36 |
| B. Daugherty, C. Ehlo 5 | Assist   | M. Jordan 9  |
| B. Daugherty 10         | Rimbalzi | H. Grant 11  |

| Arbitri: | Hugh Evans Jess Kersey Eddie F. Rush |

|                 |          |              |
| L. Nance 22     | Punti    | M. Jordan 35 |
| B. Daugherty 6  | Assist   | M. Jordan 6  |
| B. Daugherty 14 | Rimbalzi | H. Grant 15  |

| Arbitri: | Hue Hollins Lee Jones Ed T. Rush |

|              |          |                     |
| M. Jordan 37 | Punti    | M. Price 24         |
| S. Pippen 6  | Assist   | C. Ehlo, M. Price 3 |
| S. Pippen 15 | Rimbalzi | H.R. Williams 11    |

| Arbitri: | Joey Crawford Paul Mihalak Bill Oakes |

|             |          |                         |
| L. Nance 25 | Punti    | M. Jordan, S. Pippen 29 |
| M. Price 8  | Assist   | M. Jordan 8             |
| L. Nance 16 | Rimbalzi | S. Pippen 12            |

PRECEDENTI IN REGULAR SEASON
| Regular Season 1991-92 | Chicago Bulls | 3 – 2 | Cleveland Cavaliers | Referto 1 - Referto 2 - Referto 3 - Referto 4, Referto 5 |
| Chicago Bulls 108 Cleveland Cavaliers 85 Chicago Bulls 112 Chicago Bulls 126 Cleveland Cavaliers 115 Punti 102 Cleveland Cavaliers 100 Chicago Bulls 113 Cleveland Cavaliers 102 Cleveland Cavaliers 100 Chicago Bulls |               | |                     |                                                          |
| |               | |                     |                                                          |
| Chicago Bulls 108 Cleveland Cavaliers 85 Chicago Bulls 112 Chicago Bulls 126 Cleveland Cavaliers 115 | Punti         | 102 Cleveland Cavaliers 100 Chicago Bulls 113 Cleveland Cavaliers 102 Cleveland Cavaliers 100 Chicago Bulls |                     |                                                          |

PRECEDENTI NEI PLAYOFF
|  | Chicago Bulls (1988, 1989) | 2 – 0 | Cleveland Cavaliers |  |

## Western Conference

### Primo turno

#### (1) Portland Trail Blazers - (8) Los Angeles Lakers
RISULTATO FINALE: 3-1
| Arbitri: | Hugh Evans Hue Hollins Wally Rooney |

|                |          |                        |
| C. Robinson 24 | Punti    | B. Scott, T. Teagle 22 |
| C. Drexler 10  | Assist   | B. Scott 5             |
| B. Williams 13 | Rimbalzi | A.C. Green 10          |

| Arbitri: | Bruce Alexander Joey Crawford Bill Oakes |

|                 |          |                        |
| K. Duckworth 19 | Punti    | B. Scott 16            |
| T. Porter 6     | Assist   | V. Divac, R. Sparrow 4 |
| B. Williams 12  | Rimbalzi | E. Campbell 12         |

| Arbitri: | Terry Durham Paul Mihalak Jake O'Donnell |

|               |          |                |
| T. Teagle 26  | Punti    | C. Drexler 42  |
| S. Threatt 6  | Assist   | C. Drexler 12  |
| A.C. Green 10 | Rimbalzi | B. Williams 13 |

| Arbitri: | Joe Forte Ron Garretson Ed T. Rush |

|                                  |          |                |
| S. Threatt 17                    | Punti    | C. Drexler 26  |
| S. Threatt, V. Divac, B. Scott 4 | Assist   | C. Drexler 7   |
| A.C. Green 14                    | Rimbalzi | B. Williams 11 |

PRECEDENTI IN REGULAR SEASON
| Regular Season 1991-92 | Portland T. Blazers | 4 – 1 | L.A. Lakers | Referto 1 - Referto 2 - Referto 3 - Referto 4, Referto 5 |
| Los Angeles Lakers 88 Portland Trail Blazers 131 Portland Trail Blazers 105 Los Angeles Lakers 93 Portland Trail Blazers 101 Punti 98 Portland Trail Blazers 92 Los Angeles Lakers 101 Los Angeles Lakers 98 Portland Trail Blazers 109 Los Angeles Lakers |                     | |             |                                                          |
| |                     | |             |                                                          |
| Los Angeles Lakers 88 Portland Trail Blazers 131 Portland Trail Blazers 105 Los Angeles Lakers 93 Portland Trail Blazers 101 | Punti               | 98 Portland Trail Blazers 92 Los Angeles Lakers 101 Los Angeles Lakers 98 Portland Trail Blazers 109 Los Angeles Lakers |             |                                                          |

PRECEDENTI NEI PLAYOFF
|  | Portland T. Blazers (1977) | 1 – 4 | L.A. Lakers (1983, 1985, 1989, 1991) |  |

#### (2) Utah Jazz - (7) Los Angeles Clippers
RISULTATO FINALE: 3-2
| Arbitri: | Bob Delaney Jess Kersey Jack Nies |

|                |          |              |
| K. Malone 32   | Punti    | D. Rivers 23 |
| J. Stockton 21 | Assist   | D. Rivers 5  |
| K. Malone 10   | Rimbalzi | C. Smith 9   |

| Arbitri: | Bruce Alexander Dick Bavetta Steve Javie |

|                |          |               |
| K. Malone 32   | Punti    | D. Manning 22 |
| J. Stockton 19 | Assist   | D. Rivers 6   |
| K. Malone 13   | Rimbalzi | K. Norman 14  |

| Arbitri: | Dan Crawford Ed T. Rush Greg Willard |

|                                   |          |                |
| D. Manning 17                     | Punti    | K. Malone 22   |
| R. Harper, D. Manning, G. Grant 5 | Assist   | J. Stockton 13 |
| R. Harper 12                      | Rimbalzi | K. Malone 10   |

| Arbitri: | Lee Jones Mike Mathis Paul Mihalak |

|                       |          |                |
| D. Manning 33         | Punti    | K. Malone 44   |
| K. Norman, G. Grant 6 | Assist   | J. Stockton 18 |
| D. Manning 10         | Rimbalzi | K. Malone 11   |

| Arbitri: | Joey Crawford Darell Garretson Bill Oakes |

|               |          |               |
| J. Malone 25  | Punti    | D. Manning 24 |
| J. Stockton 9 | Assist   | R. Harper 7   |
| K. Malone 16  | Rimbalzi | K. Norman 10  |

PRECEDENTI IN REGULAR SEASON
| Regular Season 1991-92 | Utah Jazz | 3 – 1                                                                        | L.A. Clippers | Referto 1 - Referto 2 - Referto 3 - Referto 4 |
| Utah Jazz 101 (1 t.s.) Los Angeles Clippers 102 Utah Jazz 123 Los Angeles Clippers 101 Punti 84 Los Angeles Clippers 101 Utah Jazz 115 Los Angeles Clippers 106 Utah Jazz |           |                                                                              |               |                                               |
| |           |                                                                              |               |                                               |
| Utah Jazz 101 (1 t.s.) Los Angeles Clippers 102 Utah Jazz 123 Los Angeles Clippers 101                                                                                    | Punti     | 84 Los Angeles Clippers 101 Utah Jazz 115 Los Angeles Clippers 106 Utah Jazz |               |                                               |

PRECEDENTI NEI PLAYOFF

Si è trattata della prima sfida tra le due squadre ai playoff.

#### (3) Golden State Warriors - (6) Seattle SuperSonics
RISULTATO FINALE: 1-3
| Arbitri: | Joey Crawford Bill Oakes Greg Willard |

|               |          |                       |
| B. Owens 25   | Punti    | S. Kemp, R. Pierce 28 |
| T. Hardaway 6 | Assist   | G. Payton 12          |
| B. Owens 11   | Rimbalzi | S. Kemp 16            |

| Arbitri: | Hugh Evans Hue Hollins Wally Rooney |

|                |          |               |
| T. Hardaway 23 | Punti    | E. Johnson 22 |
| C. Mullin 6    | Assist   | R. Pierce 7   |
| B. Owens 12    | Rimbalzi | S. Kemp 19    |

| Arbitri: | Dick Bavetta Steve Javie Lee Jones |

|                |          |                                |
| D. McKey 27    | Punti    | S. Marciulionis 27             |
| N. McMillan 10 | Assist   | T. Hardaway, S. Marciulionis 8 |
| S. Kemp 10     | Rimbalzi | B. Owens 7                     |

| Arbitri: | Dan Crawford Bernie Fryer Jake O'Donnell |

|                |          |                |
| R. Pierce 27   | Punti    | T. Hardaway 27 |
| N. McMillan 10 | Assist   | T. Hardaway 11 |
| S. Kemp 20     | Rimbalzi | C. Gatling 12  |

PRECEDENTI IN REGULAR SEASON
| Regular Season 1991-92 | G.S. Warriors | 3 – 2 | Seattle S.Sonics | Referto 1 - Referto 2 - Referto 3 - Referto 4, Referto 5 |
| (1 t.s.) Seattle SuperSonics 136 Seattle SuperSonics 120 Golden State Warriors 140 Seattle SuperSonics 107 Golden State Warriors 108 Punti 130 Golden State Warriors 112 Golden State Warriors 122 Seattle SuperSonics 119 Golden State Warriors 106 Seattle SuperSonics |               | |                  |                                                          |
| |               | |                  |                                                          |
| (1 t.s.) Seattle SuperSonics 136 Seattle SuperSonics 120 Golden State Warriors 140 Seattle SuperSonics 107 Golden State Warriors 108 | Punti         | 130 Golden State Warriors 112 Golden State Warriors 122 Seattle SuperSonics 119 Golden State Warriors 106 Seattle SuperSonics |                  |                                                          |

PRECEDENTI NEI PLAYOFF
|  | G.S. Warriors (1975) | 1 – 0 | Seattle S.Sonics |  |

#### (4) Phoenix Suns - (5) San Antonio Spurs
RISULTATO FINALE: 3-0
| Arbitri: | Dick Bavetta Jim Clark Steve Javie |

|               |          |                 |
| D. Majerle 25 | Punti    | T. Cummings 30  |
| K. Johnson 17 | Assist   | R. Strickland 9 |
| C. Ceballos 9 | Rimbalzi | T. Cummings 12  |

| Arbitri: | Bob Delaney Jess Kersey Jack Nies |

|                          |          |                  |
| T. Perry, J. Hornacek 31 | Punti    | T. Cummings 31   |
| K. Johnson 19            | Assist   | R. Strickland 10 |
| T. Perry, A. Lang 10     | Rimbalzi | T. Cummings 10   |

| Arbitri: | Nolan Fine Joe Forte Darell Garretson |

|                                       |          |                            |
| A. Carr 20                            | Punti    | K. Johnson, J. Hornacek 22 |
| T. Cummings, P. Pressey, V. Johnson 3 | Assist   | K. Johnson 11              |
| T. Cummings, A. Carr 12               | Rimbalzi | T. Perry 9                 |

PRECEDENTI IN REGULAR SEASON
| Regular Season 1991-92 | Phoenix Suns | 3 – 1                                                                        | San Antonio Spurs | Referto 1 - Referto 2 - Referto 3 - Referto 4 |
| San Antonio Spurs 107 Phoenix Suns 116 San Antonio Spurs 122 Phoenix Suns 121 Punti 112 Phoenix Suns 91 San Antonio Spurs 109 Phoenix Suns 101 San Antonio Spurs |              |                                                                              |                   |                                               |
| |              |                                                                              |                   |                                               |
| San Antonio Spurs 107 Phoenix Suns 116 San Antonio Spurs 122 Phoenix Suns 121                                                                                    | Punti        | 112 Phoenix Suns 91 San Antonio Spurs 109 Phoenix Suns 101 San Antonio Spurs |                   |                                               |

PRECEDENTI NEI PLAYOFF

Si è trattata della prima sfida tra le due squadre ai playoff.

### Semifinali

#### (1) Portland Trail Blazers - (4) Phoenix Suns
RISULTATO FINALE: 4-1
| Arbitri: | Dick Bavetta Bernie Fryer Tommy Nunez Sr. |

|               |          |                           |
| T. Porter 31  | Punti    | K. Johnson 24             |
| T. Porter 7   | Assist   | J. Hornacek 12            |
| C. Drexler 10 | Rimbalzi | T. Chambers, K. Johnson 8 |

| Arbitri: | Joey Crawford Ronnie Nunn Bill Oakes |

|                          |          |                |
| C. Drexler, T. Porter 27 | Punti    | K. Johnson 35  |
| C. Drexler 13            | Assist   | D. Majerle 6   |
| J. Kersey 9              | Rimbalzi | J. Hornacek 11 |

| Arbitri: | Hugh Evans Ed Middleton Eddie F. Rush |

|                        |          |               |
| J. Hornacek 30         | Punti    | C. Drexler 37 |
| K. Johnson 16          | Assist   | T. Porter 11  |
| D. Majerle, T. Perry 9 | Rimbalzi | J. Kersey 9   |

| Arbitri: | Hue Hollins Jess Kersey Greg Willard |

|               |          |               |
| K. Johnson 35 | Punti    | C. Drexler 33 |
| K. Johnson 14 | Assist   | T. Porter 14  |
| D. Majerle 11 | Rimbalzi | J. Kersey 10  |

| Arbitri: | Dan Crawford Steve Javie Jake O'Donnell |

|                           |          |                          |
| C. Drexler 34             | Punti    | T. Chambers, T. Perry 19 |
| C. Drexler, J. Kersey 8   | Assist   | K. Johnson 6             |
| J. Kersey, B. Williams 12 | Rimbalzi | T. Chambers 8            |

PRECEDENTI IN REGULAR SEASON
| Regular Season 1991-92 | Portland T. Blazers | 2 – 3 | Phoenix Suns | Referto 1 - Referto 2 - Referto 3 - Referto 4, Referto 5 |
| Portland Trail Blazers 76 (1 t.s.) Phoenix Suns 132 Phoenix Suns 97 Portland Trail Blazers 129 Phoenix Suns 128 Punti 100 Phoenix Suns 128 Portland Trail Blazers 107 Portland Trail Blazers 116 Phoenix Suns 111 Portland Trail Blazers |                     | |              |                                                          |
| |                     | |              |                                                          |
| Portland Trail Blazers 76 (1 t.s.) Phoenix Suns 132 Phoenix Suns 97 Portland Trail Blazers 129 Phoenix Suns 128 | Punti               | 100 Phoenix Suns 128 Portland Trail Blazers 107 Portland Trail Blazers 116 Phoenix Suns 111 Portland Trail Blazers |              |                                                          |

PRECEDENTI NEI PLAYOFF
|  | Portland T. Blazers (1990) | 1 – 2 | Phoenix Suns (1979, 1984) |  |

#### (2) Utah Jazz - (6) Seattle SuperSonics
RISULTATO FINALE: 4-1
| Arbitri: | Terry Durham Hugh Evans Eddie F. Rush |

|                |          |               |
| K. Malone 30   | Punti    | D. McKey 20   |
| J. Stockton 15 | Assist   | N. McMillan 8 |
| K. Malone 10   | Rimbalzi | S. Kemp 15    |

| Arbitri: | Ron Garretson Hue Hollins Jess Kersey |

|                |          |                        |
| K. Malone 28   | Punti    | E. Johnson 26          |
| J. Stockton 14 | Assist   | R. Pierce, G. Payton 3 |
| K. Malone 12   | Rimbalzi | S. Kemp 9              |

| Arbitri: | Jack Nies Ronnie Nunn Ed T. Rush |

|                           |          |                |
| R. Pierce 31              | Punti    | K. Malone 30   |
| G. Payton, N. McMillan, 6 | Assist   | J. Stockton 11 |
| B. Benjamin 8             | Rimbalzi | K. Malone 8    |

| Arbitri: | Dan Crawford Tommy Nunez Sr. Jake O'Donnell |

|               |          |                |
| R. Pierce 21  | Punti    | Malone 24      |
| N. McMillan 9 | Assist   | J. Stockton 13 |
| S. Kemp 11    | Rimbalzi | K. Malone 8    |

| Arbitri: | Mike Mathis Paul Mihalak Greg Willard |

|                |          |                |
| K. Malone 37   | Punti    | E. Johnson 26  |
| J. Stockton 17 | Assist   | N. McMillan 12 |
| K. Malone 13   | Rimbalzi | M. Cage 11     |

PRECEDENTI IN REGULAR SEASON
| Regular Season 1991-92 | Utah Jazz | 1 – 3                                                                                | Seattle S.Sonics | Referto 1 - Referto 2 - Referto 3 - Referto 4 |
| Utah Jazz 95 Seattle SuperSonics 103 Utah Jazz 124 Seattle SuperSonics 122 Punti 103 Seattle SuperSonics 104 Utah Jazz 130 Seattle SuperSonics (1 t.s.) 103 Utah Jazz |           |                                                                                      |                  |                                               |
| |           |                                                                                      |                  |                                               |
| Utah Jazz 95 Seattle SuperSonics 103 Utah Jazz 124 Seattle SuperSonics 122                                                                                            | Punti     | 103 Seattle SuperSonics 104 Utah Jazz 130 Seattle SuperSonics (1 t.s.) 103 Utah Jazz |                  |                                               |

PRECEDENTI NEI PLAYOFF

Si è trattata della prima sfida tra le due squadre ai playoff.

### Finale

#### (1) Portland Trail Blazers - (2) Utah Jazz
RISULTATO FINALE: 4-2
| Arbitri: | Dick Bavetta Darell Garretson Eddie F. Rush |

|                         |          |                          |
| T. Porter 26            | Punti    | J. Malone 15             |
| C. Drexler, T. Porter 8 | Assist   | J. Stockton 9            |
| B. Williams 8           | Rimbalzi | K. Malone, B. Thornton 7 |

| Arbitri: | Hugh Evans Lee Jones Bill Oakes |

|                             |          |                |
| T. Porter 41                | Punti    | K. Malone 25   |
| C. Drexler 12               | Assist   | J. Stockton 11 |
| K. Duckworth, C. Robinson 7 | Rimbalzi | K. Malone 11   |

| Arbitri: | Ron Garretson Jess Kersey Ed T. Rush |

|                |          |                          |
| K. Malone 39   | Punti    | C. Drexler, J. Kersey 26 |
| J. Stockton 10 | Assist   | C. Drexler, T. Porter 7  |
| K. Malone 7    | Rimbalzi | J. Kersey, B. Williams 9 |

| Arbitri: | Joey Crawford Hue Hollins Jack Nies |

|                |          |              |
| K. Malone 33   | Punti    | T. Porter 34 |
| J. Stockton 15 | Assist   | T. Porter 7  |
| K. Malone 12   | Rimbalzi | J. Kersey 8  |

| Arbitri: | Dan Crawford Paul Mihalak Jake O'Donnell |

|                |          |                |
| J. Kersey 29   | Punti    | K. Malone 38   |
| T. Porter 12   | Assist   | J. Stockton 10 |
| B. Williams 12 | Rimbalzi | K. Malone 14   |

| Arbitri: | Darell Garretson Steve Javie Mike Mathis |

|                |          |                                     |
| K. Malone 23   | Punti    | C. Drexler, T. Porter, J. Kersey 18 |
| J. Stockton 12 | Assist   | T. Porter 10                        |
| K. Malone 19   | Rimbalzi | B. Williams 8                       |

PRECEDENTI IN REGULAR SEASON
| Regular Season 1991-92 | Portland T. Blazers | 2 – 2                                                                           | Utah Jazz | Referto 1 - Referto 2 - Referto 3 - Referto 4 |
| Utah Jazz 107 Portland Trail Blazers 110 Utah Jazz 95 Portland Trail Blazers 118 Punti 103 Portland Trail Blazers 107 Utah Jazz 77 Portland Trail Blazers 86 Utah Jazz |                     |                                                                                 |           |                                               |
| |                     |                                                                                 |           |                                               |
| Utah Jazz 107 Portland Trail Blazers 110 Utah Jazz 95 Portland Trail Blazers 118                                                                                       | Punti               | 103 Portland Trail Blazers 107 Utah Jazz 77 Portland Trail Blazers 86 Utah Jazz |           |                                               |

PRECEDENTI NEI PLAYOFF
|  | Portland T. Blazers (1991) | 1 – 1 | Utah Jazz (1988) |  |

## NBA Finals 1992

### Chicago Bulls - Portland Trail Blazers
RISULTATO FINALE
|  | Chicago Bulls | 4 – 2 | Portland T. Blazers |  |

PRECEDENTI IN REGULAR SEASON
| Regular Season 1991-92                                                                                  | Chicago Bulls | 2 – 0                                                | Portland T. Blazers | Referto 1 - Referto 2 |
| Portland Trail Blazers 114 Chicago Bulls 111 Punti 116 Chicago Bulls (2 t.s.) 91 Portland Trail Blazers |               |                                                      |                     |                       |
| |               |                                                      |                     |                       |
| Portland Trail Blazers 114 Chicago Bulls 111                                                            | Punti         | 116 Chicago Bulls (2 t.s.) 91 Portland Trail Blazers |                     |                       |

PRECEDENTI NEI PLAYOFF
|  | Chicago Bulls | 0 – 1 | Portland T. Blazers (1977) |  |

#### Roster
| \| Pos. \| Num. \| Naz. \| Nome \| Altezza \| Peso \| Data nascita \| Provenienza \| \| ---- \| ---- \| ---- \| ------------------- \| ------- \| ------ \| ------------ \| -------------------- \| \| G \| 10 \| \| Armstrong, B.J. \| 188 cm \| 79 kg \| 09-09-1967 \| Iowa \| \| C \| 24 \| \| Cartwright, Bill \| 216 cm \| 111 kg \| 30-07-1957 \| San Francisco \| \| A/C \| 54 \| \| Grant, Horace \| 208 cm \| 111 kg \| 04-07-1965 \| Clemson \| \| G \| 20 \| \| Hansen, Bob \| 198 cm \| 86 kg \| 18-01-1961 \| Iowa \| \| G \| 14 \| \| Hodges, Craig \| 188 cm \| 86 kg \| 27-06-1960 \| Long Beach State \| \| G \| 23 \| \| Jordan, Michael (C) \| 198 cm \| 98 kg \| 17-02-1963 \| North Carolina \| \| A/C \| 21 \| \| King, Stacey \| 211 cm \| 104 kg \| 29-01-1967 \| Oklahoma \| \| A \| 53 \| \| Levingston, Cliff \| 203 cm \| 104 kg \| 04-01-1961 \| Wichita State \| \| C \| 25 \| \| Nevitt, Chuck \| 226 cm \| 98 kg \| 13-06-1959 \| North Carolina State \| \| G \| 5 \| \| Paxson, John \| 188 cm \| 84 kg \| 29-09-1960 \| Notre Dame \| \| C \| 32 \| \| Perdue, Will \| 213 cm \| 109 kg \| 29-08-1965 \| Vanderbilt \| \| G/AP \| 33 \| \| Pippen, Scottie \| 201 cm \| 100 kg \| 25-09-1965 \| Central Arkansas \| \| A \| 52 \| \| Randall, Mark \| 203 cm \| 107 kg \| 30-09-1967 \| Kansas \| \| A/C \| 42 \| \| Williams, Scott \| 208 cm \| 104 kg \| 21-03-1968 \| North Carolina \| | Allenatore - Phil Jackson Assistente/i - Johnny Bach - Jim Cleamons - Tex Winter Legenda - (C) Capitano - (FA) Free agent - (S) Sospeso - (TW) Contratto Two-way - (GL) Assegnato a squadra G League affiliata - Infortunato Roster • Transazioni · Ultima transazione: 24 giugno 1992 |                        |                     |         |        |              |                      |
| Pos. | Num. | Naz.                   | Nome                | Altezza | Peso   | Data nascita | Provenienza          |
| G | 10 | Stati Uniti (bandiera) | Armstrong, B.J.     | 188 cm  | 79 kg  | 09-09-1967   | Iowa                 |
| C | 24 | Stati Uniti (bandiera) | Cartwright, Bill    | 216 cm  | 111 kg | 30-07-1957   | San Francisco        |
| A/C | 54 | Stati Uniti (bandiera) | Grant, Horace       | 208 cm  | 111 kg | 04-07-1965   | Clemson              |
| G | 20 | Stati Uniti (bandiera) | Hansen, Bob         | 198 cm  | 86 kg  | 18-01-1961   | Iowa                 |
| G | 14 | Stati Uniti (bandiera) | Hodges, Craig       | 188 cm  | 86 kg  | 27-06-1960   | Long Beach State     |
| G | 23 | Stati Uniti (bandiera) | Jordan, Michael (C) | 198 cm  | 98 kg  | 17-02-1963   | North Carolina       |
| A/C | 21 | Stati Uniti (bandiera) | King, Stacey        | 211 cm  | 104 kg | 29-01-1967   | Oklahoma             |
| A | 53 | Stati Uniti (bandiera) | Levingston, Cliff   | 203 cm  | 104 kg | 04-01-1961   | Wichita State        |
| C | 25 | Stati Uniti (bandiera) | Nevitt, Chuck       | 226 cm  | 98 kg  | 13-06-1959   | North Carolina State |
| G | 5 | Stati Uniti (bandiera) | Paxson, John        | 188 cm  | 84 kg  | 29-09-1960   | Notre Dame           |
| C | 32 | Stati Uniti (bandiera) | Perdue, Will        | 213 cm  | 109 kg | 29-08-1965   | Vanderbilt           |
| G/AP | 33 | Stati Uniti (bandiera) | Pippen, Scottie     | 201 cm  | 100 kg | 25-09-1965   | Central Arkansas     |
| A | 52 | Stati Uniti (bandiera) | Randall, Mark       | 203 cm  | 107 kg | 30-09-1967   | Kansas               |
| A/C | 42 | Stati Uniti (bandiera) | Williams, Scott     | 208 cm  | 104 kg | 21-03-1968   | North Carolina       |

| \| Pos. \| Num. \| Naz. \| Nome \| Altezza \| Peso \| Data nascita \| Provenienza \| \| ---- \| ---- \| ---- \| ------------------ \| ------- \| ------ \| ------------ \| ------------------- \| \| A/C \| 31 \| \| Abdelnaby, Alaa \| 208 cm \| 109 kg \| 24-06-1968 \| Duke \| \| G \| 9 \| \| Ainge, Danny \| 193 cm \| 79 kg \| 17-03-1959 \| Brigham Young \| \| A/C \| 2 \| \| Bryant, Mark \| 206 cm \| 111 kg \| 25-04-1965 \| Seton Hall \| \| A/C \| 42 \| \| Cooper, Wayne \| 208 cm \| 100 kg \| 16-11-1956 \| New Orleans \| \| G/AP \| 22 \| \| Drexler, Clyde \| 201 cm \| 95 kg \| 22-06-1962 \| Houston \| \| C \| 0 \| \| Duckworth, Kevin \| 213 cm \| 125 kg \| 01-04-1964 \| Eastern Illinois \| \| A \| 25 \| \| Kersey, Jerome \| 201 cm \| 98 kg \| 26-06-1962 \| Longwood \| \| G \| 14 \| \| Pack, Robert \| 188 cm \| 82 kg \| 03-02-1969 \| Southern California \| \| G \| 30 \| \| Porter, Terry \| 191 cm \| 88 kg \| 08-04-1963 \| UW-Stevens Point \| \| A/C \| 3 \| \| Robinson, Clifford \| 208 cm \| 102 kg \| 16-12-1966 \| Connecticut \| \| G \| 12 \| \| Strothers, Lamont \| 193 cm \| 86 kg \| 10-05-1968 \| Christopher Newport \| \| G \| 8 \| \| Whatley, Ennis \| 191 cm \| 80 kg \| 11-08-1962 \| Alabama \| \| A/C \| 52 \| \| Williams, Buck \| 203 cm \| 98 kg \| 08-03-1960 \| Maryland \| | Allenatore - Rick Adelman Assistente/i - Jack Schalow - John Wetzel Legenda - (C) Capitano - (FA) Free agent - (S) Sospeso - (TW) Contratto Two-way - (GL) Assegnato a squadra G League affiliata - Infortunato Roster • Transazioni · Ultima transazione: 24 giugno 1992 |                        |                    |         |        |              |                     |
| Pos. | Num. | Naz.                   | Nome               | Altezza | Peso   | Data nascita | Provenienza         |
| A/C | 31 | Egitto (bandiera)      | Abdelnaby, Alaa    | 208 cm  | 109 kg | 24-06-1968   | Duke                |
| G | 9 | Stati Uniti (bandiera) | Ainge, Danny       | 193 cm  | 79 kg  | 17-03-1959   | Brigham Young       |
| A/C | 2 | Stati Uniti (bandiera) | Bryant, Mark       | 206 cm  | 111 kg | 25-04-1965   | Seton Hall          |
| A/C | 42 | Stati Uniti (bandiera) | Cooper, Wayne      | 208 cm  | 100 kg | 16-11-1956   | New Orleans         |
| G/AP | 22 | Stati Uniti (bandiera) | Drexler, Clyde     | 201 cm  | 95 kg  | 22-06-1962   | Houston             |
| C | 0 | Stati Uniti (bandiera) | Duckworth, Kevin   | 213 cm  | 125 kg | 01-04-1964   | Eastern Illinois    |
| A | 25 | Stati Uniti (bandiera) | Kersey, Jerome     | 201 cm  | 98 kg  | 26-06-1962   | Longwood            |
| G | 14 | Stati Uniti (bandiera) | Pack, Robert       | 188 cm  | 82 kg  | 03-02-1969   | Southern California |
| G | 30 | Stati Uniti (bandiera) | Porter, Terry      | 191 cm  | 88 kg  | 08-04-1963   | UW-Stevens Point    |
| A/C | 3 | Stati Uniti (bandiera) | Robinson, Clifford | 208 cm  | 102 kg | 16-12-1966   | Connecticut         |
| G | 12 | Stati Uniti (bandiera) | Strothers, Lamont  | 193 cm  | 86 kg  | 10-05-1968   | Christopher Newport |
| G | 8 | Stati Uniti (bandiera) | Whatley, Ennis     | 191 cm  | 80 kg  | 11-08-1962   | Alabama             |
| A/C | 52 | Stati Uniti (bandiera) | Williams, Buck     | 203 cm  | 98 kg  | 08-03-1960   | Maryland            |

#### Risultati
| Arbitri: | Jake O'Donnell Hue Hollins Dick Bavetta |

|                                                                                                   |            | |
| M. Jordan 39                                                                                      | Punti      | C. Drexler, C. Robinson 16                                                                               |
| M. Jordan 11                                                                                      | Assist     | C. Drexler 7                                                                                             |
| S. Pippen, S. Williams 9                                                                          | Rimbalzi   | J. Kersey 7                                                                                              |
| Cartwright, Grant, Jordan, Paxson, Pippen (Armstrong, Hansen, King, Levingston, Perdue, Williams) | Formazioni | Drexler, Duckworth, Kersey, Porter, Williams (Abdelnaby, Ainge, Bryant, Cooper, Pack, Robinson, Whatley) |

| Arbitri: | Hugh Evans Jess Kersey Paul Mihalik |

|                                                                                             |            |                                                                         |
| M. Jordan 39                                                                                | Punti      | C. Drexler 26                                                           |
| M. Jordan, S. Pippen 10                                                                     | Assist     | C. Drexler 8                                                            |
| H. Grant 12                                                                                 | Rimbalzi   | B. Williams 14                                                          |
| Cartwright, Grant, Jordan, Paxson, Pippen (Armstrong, Hansen, Levingston, Perdue, Williams) | Formazioni | Drexler, Duckworth, Kersey, Porter, Williams (Ainge, Robinson, Whatley) |

| Arbitri: | Ed T. Rush Mike Mathis Bill Oakes |

|                                                                         |            |                                                                                           |
| C. Drexler 32                                                           | Punti      | M. Jordan 26                                                                              |
| T. Porter 14                                                            | Assist     | S. Pippen 7                                                                               |
| J. Kersey 12                                                            | Rimbalzi   | S. Pippen, H. Grant 8                                                                     |
| Drexler, Duckworth, Kersey, Porter, Williams (Ainge, Robinson, Whatley) | Formazioni | Cartwright, Grant, Jordan, Paxson, Pippen (Armstrong, Hansen, King, Levingston, Williams) |

| Arbitri: | Darell Garretson Joey Crawford Dick Bavetta |

|                                                                         |            |                                                                                     |
| C. Drexler, J. Kersey 21                                                | Punti      | M. Jordan 32                                                                        |
| C. Drexler 9                                                            | Assist     | M. Jordan, S. Pippen 6                                                              |
| K. Duckworth 11                                                         | Rimbalzi   | H. Grant 10                                                                         |
| Drexler, Duckworth, Kersey, Porter, Williams (Ainge, Robinson, Whatley) | Formazioni | Cartwright, Grant, Jordan, Paxson, Pippen (Armstrong, Hodges, Levingston, Williams) |

| Arbitri: | Jake O'Donnell Jess Kersey Hue Hollins |

|                                                                               |            | |
| C. Drexler 30                                                                 | Punti      | M. Jordan 46                                                                                              |
| T. Porter 8                                                                   | Assist     | S. Pippen 9                                                                                               |
| J. Kersey 12                                                                  | Rimbalzi   | S. Pippen 11                                                                                              |
| Drexler, Duckworth, Kersey, Porter, Williams (Ainge, Pack, Robinson, Whatley) | Formazioni | Cartwright, Grant, Jordan, Paxson, Pippen (Armstrong, Hansen, Hodges, King, Levingston, Perdue, Williams) |

| Arbitri: | Hugh Evans Ed T. Rush Mike Mathis |

|                                                                                           |            |                                                                |
| M. Jordan 33                                                                              | Punti      | C. Drexler, J. Kersey 24                                       |
| H. Grant 5                                                                                | Assist     | T. Porter 8                                                    |
| S. Williams 8                                                                             | Rimbalzi   | J. Kersey 9                                                    |
| Cartwright, Grant, Jordan, Paxson, Pippen (Armstrong, Hansen, King, Levingston, Williams) | Formazioni | Drexler, Duckworth, Kersey, Porter, Williams (Ainge, Robinson) |

| Campione NBA 1992       |
| ----------------------- |
| Chicago Bulls 2º titolo |

#### Hall of famer
| NBA Finals      | Atleta         | Squadra             | Anno |            |
| --------------- | -------------- | ------------------- | ---- | ---------- |
| Giocatore       | Michael Jordan | Chicago Bulls       | 2009 | Giocatore  |
| Giocatore       | Scottie Pippen | Chicago Bulls       | 2010 | Giocatore  |
| Allenatore      | Phil Jackson   | Chicago Bulls       | 2007 | Allenatore |
| Vice-Allenatore | Tex Winter     | Chicago Bulls       | 2011 | Allenatore |
| Allenatore      | Rick Adelman   | Portland T. Blazers | 2021 | Allenatore |

#### MVP delle Finali
- #23 Michael Jordan, Chicago Bulls.

## Squadra vincitrice
| N° | Naz.                   | Ruolo | Sportivo         |  | Alt. |  |
| -- | ---------------------- | ----- | ---------------- |  | ---- |  |
| 5  | Stati Uniti (bandiera) | P     | John Paxson      |  | 188  |  |
| 10 | Stati Uniti (bandiera) | P     | B.J. Armstrong   |  | 188  |  |
| 14 | Stati Uniti (bandiera) | G     | Craig Hodges     |  | 188  |  |
| 20 | Stati Uniti (bandiera) | G     | Bob Hansen       |  | 200  |  |
| 21 | Stati Uniti (bandiera) | C     | Stacey King      |  | 211  |  |
| 23 | Stati Uniti (bandiera) | G     | Michael Jordan   |  | 198  |  |
| 24 | Stati Uniti (bandiera) | C     | Bill Cartwright  |  | 216  |  |
| 32 | Stati Uniti (bandiera) | C     | Will Perdue      |  | 213  |  |
| 33 | Stati Uniti (bandiera) | AP    | Scottie Pippen   |  | 203  |  |
| 42 | Stati Uniti (bandiera) | AG    | Scott Williams   |  | 209  |  |
| 53 | Stati Uniti (bandiera) | AG    | Cliff Levingston |  | 203  |  |
| 54 | Stati Uniti (bandiera) | AG    | Horace Grant     |  | 208  |  |
|    | Stati Uniti (bandiera) | All.  | Phil Jackson     |  |      |  |

## Statistiche
Aggiornate al 5 ottobre 2021.
| Categoria | Singola prestazione | Singola prestazione | Singola prestazione | Media          | Media            | Media | Media |
| Categoria | Giocatore           | Squadra             | Max                 | Giocatore      | Squadra          | Media | PG    |
| --------- | ------------------- | ------------------- | ------------------- | -------------- | ---------------- | ----- | ----- |
| Punti     | Michael Jordan      | Chicago Bulls       | 56                  | Michael Jordan | Chicago Bulls    | 34,5  | 22    |
| Rimbalzi  | Shawn Kemp          | Seattle S.Sonics    | 20                  | Shawn Kemp     | Seattle S.Sonics | 12,2  | 9     |
| Assist    | John Stockton       | Utah Jazz           | 21                  | John Stockton  | Utah Jazz        | 13,6  | 16    |